# Општина Себиш (Арад)
Себиш (рум. Sebiş) општина је у Румунији у округу Арад.
Oпштина се налази на надморској висини од 178 m.

## Прошлост
Године 1846. место "Борош-Себеш" је насеље са 730 становника. Православна црква је посвећена Св. Арханђелима Михајлу и Гаврилу, подигнута је 1542. године, а при њој служи парох поп Георг Веза, којем помаже капелан Теодор Онага. Најстарије матице су оне крштених из 1790. године. У народној основној школи ради учитељ Георгије Шимандан са 14 ђака.

## Становништво

### Попис2002.
| Расподела становништва по националности 2002.‍ | Расподела становништва по националности 2002.‍ | Расподела становништва по националности 2002.‍ | Расподела становништва по националности 2002.‍ | Расподела становништва по националности 2002.‍ |
| --------------------------------------------- | --------------------------------------------- | --------------------------------------------- | --------------------------------------------- | --------------------------------------------- |
|                                               |                                               |                                               |                                               |                                               |
| Румуни                                        | Румуни                                        |                                               | 5.761                                         | 91,1%                                         |
| Мађари                                        | Мађари                                        |                                               | 186                                           | 2,9%                                          |
| Роми                                          | Роми                                          |                                               | 342                                           | 5,4%                                          |
| Немци                                         | Немци                                         |                                               | 10                                            | 0,2%                                          |
| Срби                                          | Срби                                          |                                               | 3                                             | 0,0%                                          |
| Словаци                                       | Словаци                                       |                                               | 4                                             | 0,1%                                          |
| Италијани                                     | Италијани                                     |                                               | 16                                            | 0,3%                                          |

### Хронологија
| Година       | 1992 | 1993 | 1994 | 1995 | 1996 | 1997 | 1998 | 1999 | 2000 | 2001 | 2002 | 2003 | 2004 | 2005 | 2006 | 2007 | 2008 | 2009 | 2010 | 2011 | 2012 | 2013 | 2014 | 2015 | 2016 | 2017 |
| ------------ | ---- | ---- | ---- | ---- | ---- | ---- | ---- | ---- | ---- | ---- | ---- | ---- | ---- | ---- | ---- | ---- | ---- | ---- | ---- | ---- | ---- | ---- | ---- | ---- | ---- | ---- |
| Становништво | 7211 | 7205 | 7207 | 7147 | 7156 | 7097 | 7079 | 7043 | 7036 | 7039 | 6990 | 6933 | 6931 | 6900 | 6900 | 6838 | 6801 | 6788 | 6728 | 6700 | 6635 | 6572 | 6514 | 6481 | 6419 | 6386 |